# プロドゥア・アティバ
アティバ（ATIVA）は、マレーシアの自動車メーカー、プロドゥアが製造・販売するクロスオーバーSUVである。

## 概要
2021年3月3日、同社のマレーシアにおける自動車生産・販売の現地合弁会社であるプロドゥアから新型コンパクトSUV「Ativa（アティバ）」を発売した。同モデルは「DNGA（Daihatsu New Global Architecture）」海外展開の第1弾となる。生産は、プロドゥア グローバル マニファクチャリングで行われる。

## 車名の由来
「ATIVA」はAdvance・Technology・Intelligent・Versatile＆Adventureの頭文字を取った言葉で、同車の持つ魅力とアクティブなライフスタイルを表現した由来する。